# Roman Buczek
Roman Buczek (ur. 29 sierpnia 1966) – polski piłkarz, występujący na pozycji napastnika.

## Życiorys
Wychowanek Siarki Tarnobrzeg. W 1986 roku został wcielony do pierwszej drużyny zespołu. W barwach tego klubu w latach 1989–1992 zdobył 17 bramek w II lidze. W 1992 roku awansował z Siarką do I ligi. Na tym szczeblu rozgrywek wystąpił w 17 meczach, zdobywając jedną bramkę – przeciwko Hutnikowi Kraków. Następnie grał w Alicie Ożarów, ponownie Siarce Tarnobrzeg, Video Ciepielów, Ładzie Biłgoraj, Wiśle Sandomierz i Sparcie Dwikozy. W 2007 roku zakończył karierę.

## Statystyki ligowe
| Sezon         | Klub              | Liga     | Mecze | Gole |
| ------------- | ----------------- | -------- | ----- | ---- |
| 1989/1990     | Siarka Tarnobrzeg | II liga  | 34    | 2    |
| 1990/1991     | Siarka Tarnobrzeg | II liga  | 37    | 10   |
| 1991/1992     | Siarka Tarnobrzeg | II liga  | 27    | 5    |
| 1992/1993     | Siarka Tarnobrzeg | I liga   | 16    | 1    |
| 1992/1993     | Siarka Tarnobrzeg | I liga   | 1     | 0    |
| 2002/2003 (j) | Łada Biłgoraj     | III liga | ?     | 3    |